# Condado de Carrión
El condado de Carrión es un título nobiliario extinto de la Corona de Castilla concedido por Enrique II de Castilla en el siglo XIV a dos individuos distintos, y hace referencia al municipio de Carrión de los Condes, ubicado en la provincia de Palencia (España).

## Historia

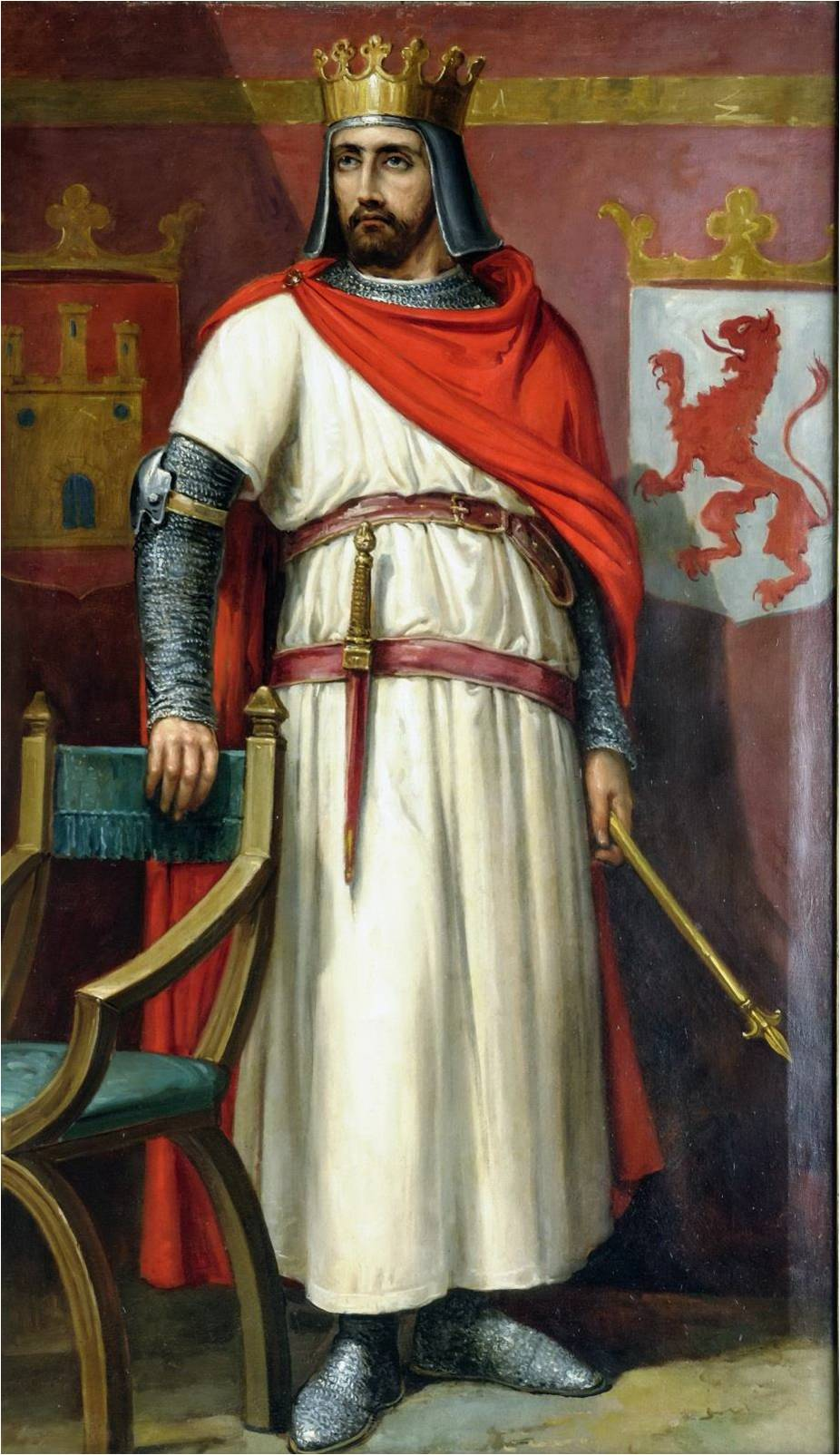
Retrato imaginario de Enrique II de Castilla. José María Rodríguez de Losada. (Ayuntamiento de León).

La villa palentina de Carrión de los Condes había formado parte «tradicionalmente», como señaló Echevarría Arsuaga, de las posesiones personales de las reinas consortes de Castilla, pero en 1366, y durante la Guerra Civil Castellana, Enrique II de Castilla concedió el título de conde de Carrión al inglés Sir Hugh Calveley, como recompensa por su apoyo en la Guerra Civil e ignorando la disposición emitida por su abuelo, el rey Fernando IV de Castilla, que establecía que la villa de Carrión debería pertenecer siempre al realengo. Pero la mayoría de los autores afirman que a consecuencia del triunfo rotundo de Pedro I en la batalla de Nájera, Sir Hugh Calveley perdió el condado de Carrión, aunque Jaime de Salazar y Acha señaló que el motivo de que le fuera confiscado, al año siguiente de haberle sido concedido, es que traicionó a Enrique de Tratámara y pasó a formar parte de las tropas del Príncipe Negro, que en esos momentos apoyaba al rey Pedro I de Castilla.
Aunque algunos autores afirmaron erróneamente que el título de conde de Carrión fue concedido por Enrique II el 18 de febrero de 1371 a Juan Sánchez Manuel,  primo hermano de su esposa, la reina Juana Manuel de Villena, e hijo de Sancho Manuel de Castilla y bisnieto del rey Fernando III, otros afirman que le fue concedido probablemente a principios de 1368 o con toda seguridad en ese año, y en el privilegio por el que Enrique II concedió al célebre Bertrand du Guesclin, condestable de Francia, el ducado de Molina y otras villas, y que fue otorgado el 4 de mayo de 1369, Juan Sánchez Manuel ya aparece entre los confirmantes con el nombre de «Don iohan ſanchez manuel conde de Carrion», como señaló Alfred Morel-Fatio.
Además, en un documento del Archivo General de Simancas consta que la villa de Carrión le fue cedida a Juan Sánchez Manuel por Enrique II a modo de donadío, y en junio de 1369 el conde de Carrión consiguió también ser nombrado adelantado mayor de Murcia con la ayuda de su prima, la reina Juana Manuel.
El condado le fue concedido a Juan Sánchez Manuel, como señaló Salvador de Moxó, por su apoyo a Enrique de Trastámara durante la Guerra Civil y por ser miembro, debido a su pertenencia al linaje de los Manuel, de la «más alta nobleza» castellana. El mismo historiador también afirmó que fue uno de los primeros condados otorgados por el rey Enrique II, y que estos «en principio» sólo se concedían a personas de sangre real, y además puede ser incluido en las célebres mercedes enriqueñas, como aseguró Echevarría Arsuaga.

Tras la muerte del conde Juan Sánchez Manuel, la villa de Carrión no pasó a manos de su hijo Sancho Manuel, sino de su hija Leonor Manuel, que estaba casada con Juan de Padilla, y para disfrutar de su posesión alegaba el privilegio por el que Enrique II había concedido el condado de Carrión a su padre y que había sido confirmado también por su hijo y heredero, el rey Juan I de Castilla.

Escudo de los Manuel de Villena.

Pero la reina Catalina de Lancáster, que era la esposa de Enrique III de Castilla, también reclamaba a finales del siglo XIV la posesión de la villa de Carrión argumentando, entre otros puntos, que Enrique II había establecido en su testamento que todas las concesiones que él había hecho de bienes o títulos durante su reinado podrían ser reclamadas por sus antiguos poseedores.
La reina Catalina también alegaba que antes de ser del conde Juan Sánchez Manuel la villa de Carrión había pertenecido a la reina María de Portugal, esposa de Alfonso XI de Castilla y bisabuela suya, y posteriormente a María de Padilla, que fue amante de Pedro I de Castilla y también abuela suya por parte materna. El 29 de julio de 1402, y mientras el pleito por Carrión se juzgaba en la Chancillería Real, la reina Catalina se entrevistó en la villa segoviana de Pedraza, que no se halla muy distante de Carrión de los Condes, y que pertenecía al mariscal de Castilla García González de Herrera, con Leonor Manuel y su esposo, Juan de Padilla.
En la fecha y lugar mencionados anteriormente la reina Catalina y Leonor Manuel acordaron que esta última, tras haber obtenido de Enrique III la licencia para poder hacerlo, vendería la villa a la reina Catalina por 15 000 florines de oro aragoneses, y ese mismo día Leonor Manuel y su esposo juraron respetar todo lo establecido en la escritura de venta.